# Горы Азербайджана

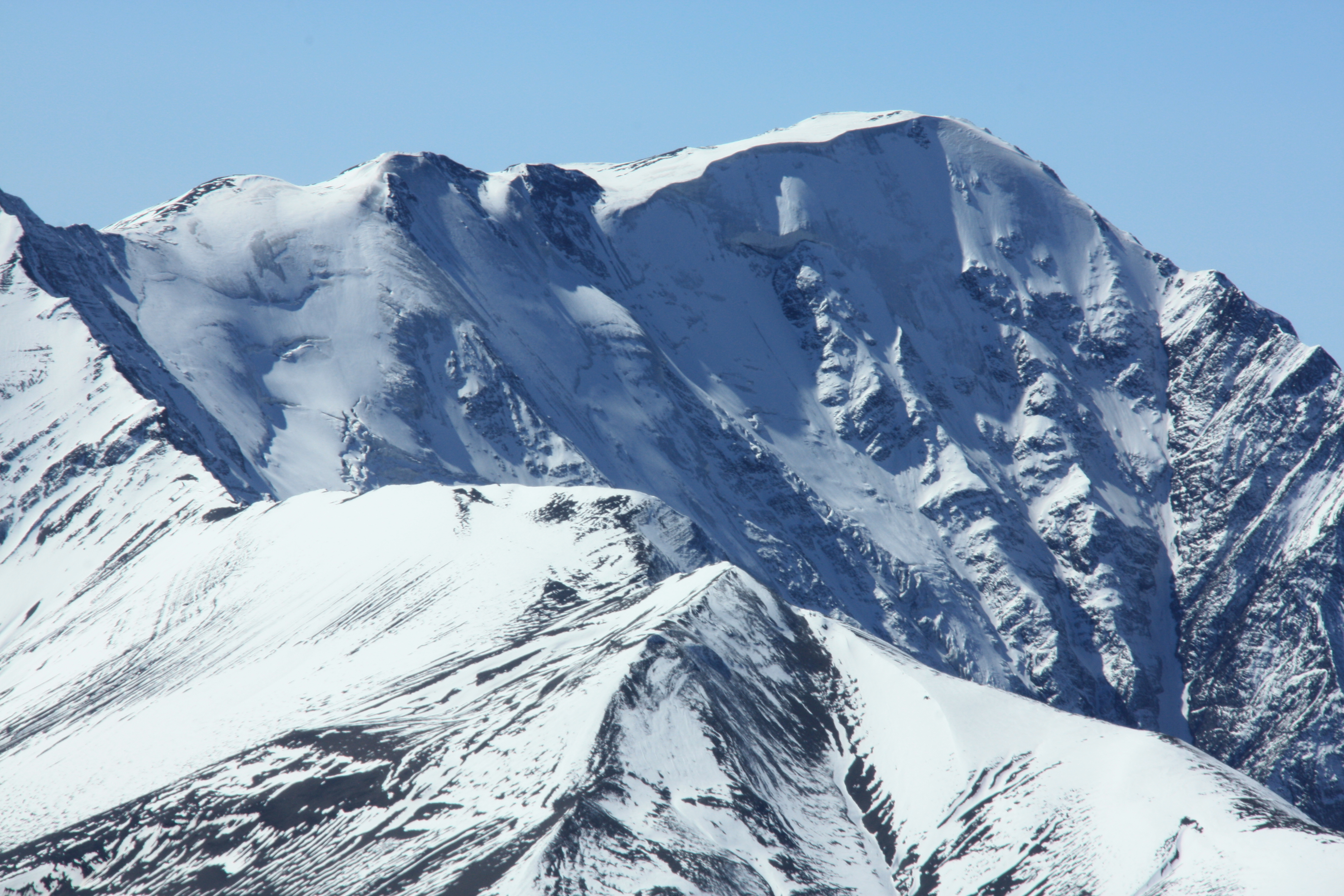
Базардюзю — наивысшая горная вершина Азербайджана (4466 м)

Горы Азербайджана — 65% территории Азербайджана занимают горы, относящиеся к системе Большого Кавказа на севере и Малого Кавказа на западе и юго-западе. Вместе с Талышскими горами, они охватывают Кура-Аразскую низменность с севера, запада и юго-востока.
В юго-восточной части Большого Кавказа имеется два горных хребта: с вершиной Базардюзю (4466 метров) Главный или водораздельный, с вершиной Шахдаг (4243 метра) Большой или Боковой. К юго-западу горные хребты постепенно уменьшаются на 1000—700 метров.
Малый Кавказ охватывает юго-западную и западную части республики, обладает сравнительно небольшой возвышенностью, является горной территорией со сложной структурой. Основными горными хребтами являются Муровдаг, Шахдаг. Карабахское плоскогорье, начиная от юга Муровдага до реки Аракс, находится на дугообразных конусах потухших вулканов и лаве четвёртого периода.

## Горы Большого Кавказа
| Список самых высоких гор Большого Кавказа | Список самых высоких гор Большого Кавказа | Список самых высоких гор Большого Кавказа |
| Высота (м)                                | Название                                  | Оригинальное название                     |
| ----------------------------------------- | ----------------------------------------- | ----------------------------------------- |
| 4466                                      | Базардюзю                                 | Bazardüzü                                 |
| 4243                                      | Шахдаг                                    | Şahdağ                                    |
| 4191                                      | Туфандаг                                  | Tufandağ                                  |
| 4126                                      | Базарюрд                                  | Bazaryurd                                 |
| 4116                                      | Ярыдаг                                    | Yarıdağ                                   |
| 4079                                      | Чарундаг                                  | Çarındağ                                  |
| 4042                                      | Пик Ильхам                                | İlham zirvəsi                             |
| 4020                                      | Рагдан                                    | Raqdan                                    |

Базардюзю
Наивысшей горной вершиной республики является вершина Базардюзю, высотой 4466 метров.
Шахдаг

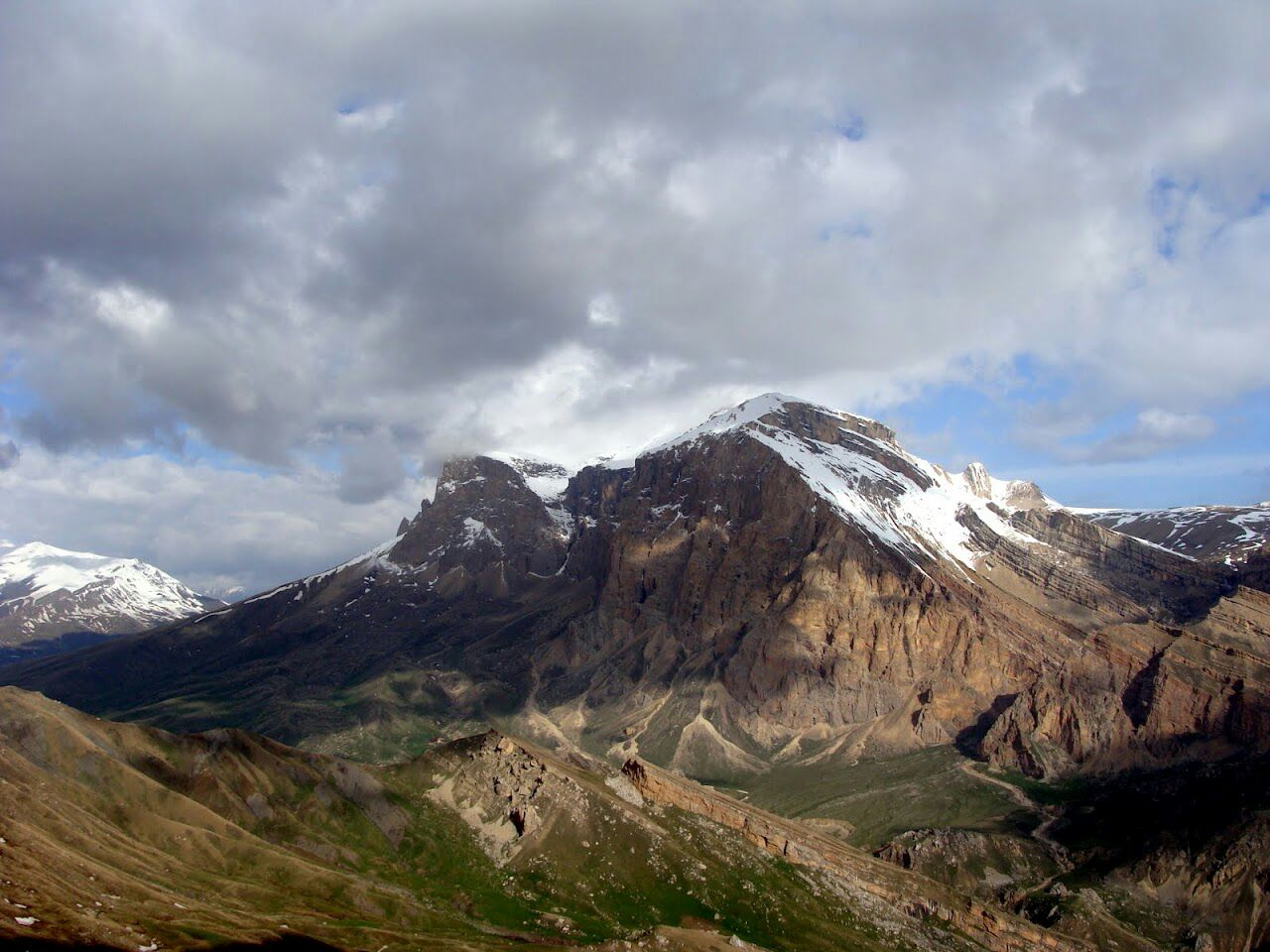
Гора Шахдаг

Шахдаг — горная вершина в восточной части Большого Кавказа, в системе Бокового хребта. Сложена в основном известняками и доломитами. Высота 4243 метров. Ландшафт представляют ледники, водопады и высокогорные луга. В западной части Шахдагского массива, среди скал на высоте около 3700-3800 м расположены два озера, путь к которым лежит через западные «ворота» Шахдага. Это узкое ущелье, по которому стекает один из притоков реки Шахнабад.
С этой стороны Шахдаг очень сильно, подвергаясь эрозии под воздействием ветра и осадков, разрушается.
Туфандаг

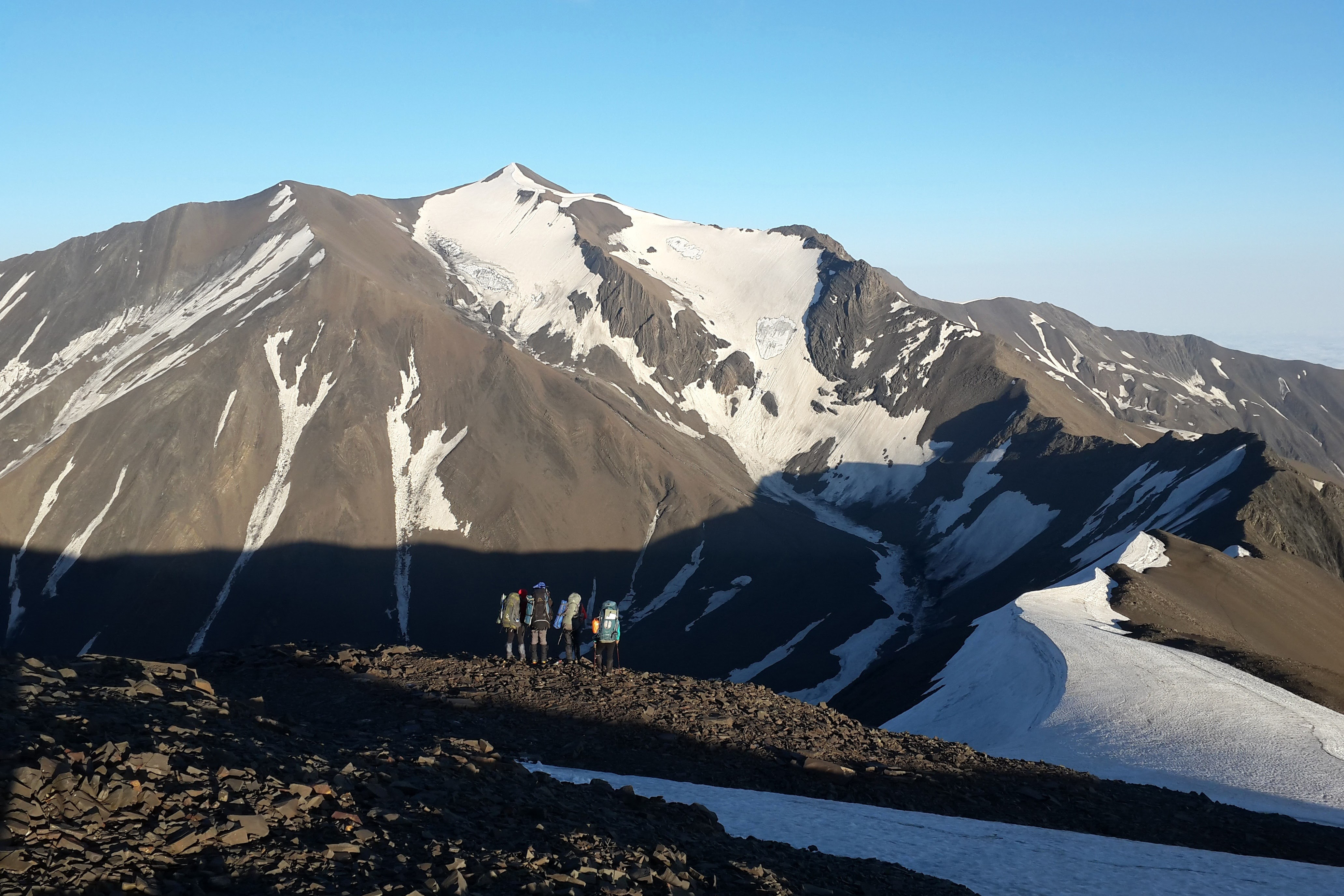
276.989x276.989px

Туфандаг —  гора, расположенная в Губинском районе Азербайджана, близь села Хыналыг. Название в переводе звучит как «гора Ураган», что происходит от частых ураганов и ветров в данном регионе.
Чарундаг
Чарундаг — вершина Главного Кавказского хребта, которая расположена на территории двух стран: в Докузпаринский районе Дагестана, России и в Габалинский районе Азербайджана. По вершине горы проходит государственная граница Азербайджанской Республикой с  Российской Федерацией.

Янардаг
Гора Янардаг (рус. «Горящая гора») расположена на территории села Маммадли, Апшеронского района Азербайджана. Согласно распоряжению президента Азербайджанской Республики Ильхама Алиева от 2 мая 2007 года, в связи с охраной горы Янардаг и развитием туризма в данной местности был создан государственный историко-культурный и природный заповедник под одноимённым названием.

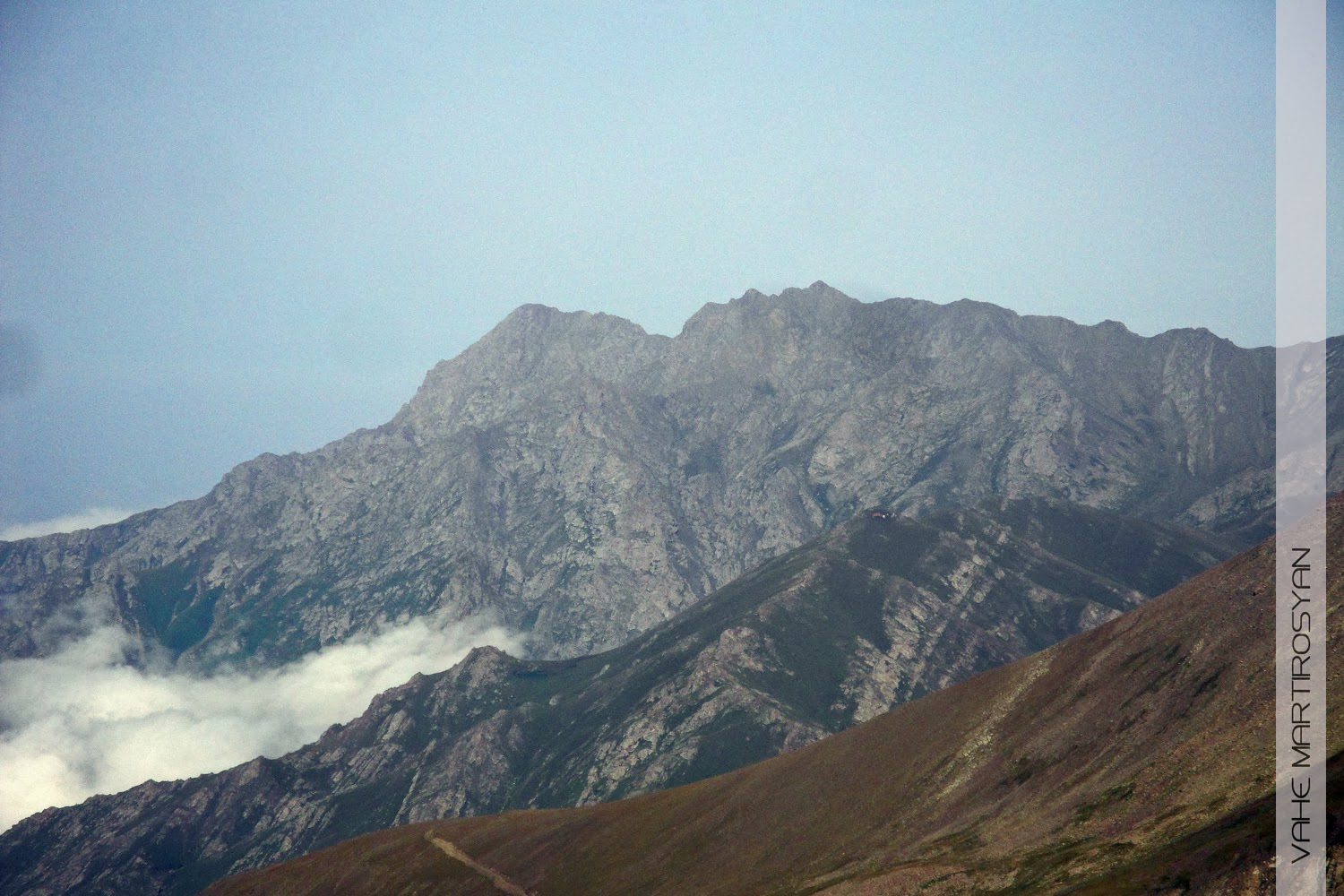
275.994x275.994пкс

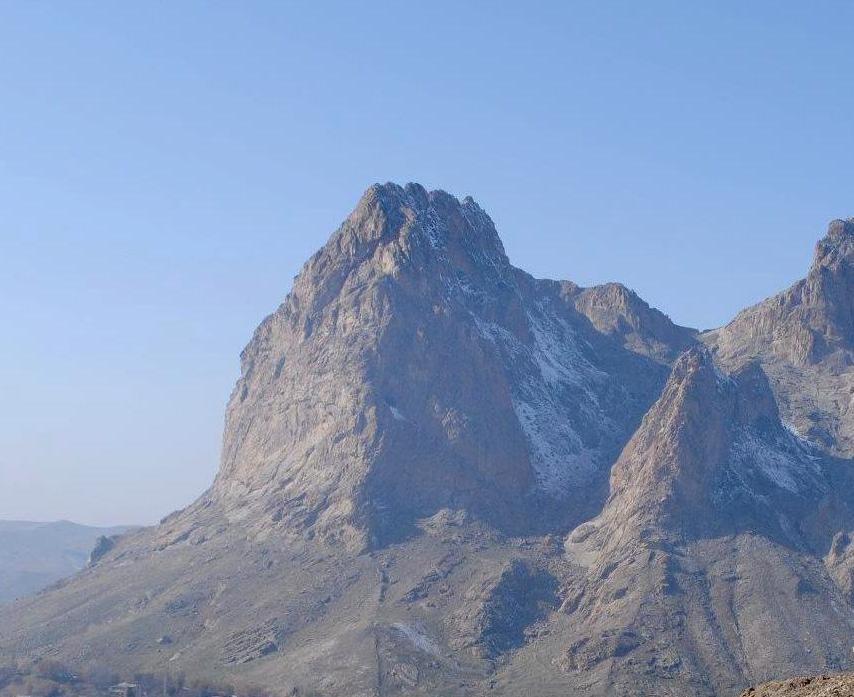
278.991x278.991пкс

## Горы Малого Кавказа
| Список самых высоких гор Малого Кавказа | Список самых высоких гор Малого Кавказа | Список самых высоких гор Малого Кавказа |
| Высота (м)                              | Название                                | Оригинальное название                   |
| --------------------------------------- | --------------------------------------- | --------------------------------------- |
| 3814                                    | Казангельдаг                            | Qazangöldağ                             |
| 3754                                    | Сарыдере                                | Sarıdərə dağı                           |
| 3724                                    | Гямыш                                   | Gamışdağ                                |
| 3613                                    | Делидаг                                 | Dəlidağ                                 |
| 3560                                    | Девебойну                               | Dəvəboynu dağı                          |
| 3549                                    | Кошбулак                                | Qoşabulaq dağı                          |
| 3437                                    | Кэтидаг                                 | Kəti dağı                               |
| 3367                                    | Гиналдаг                                | Hinaldağ                                |
| 3364                                    | Алинджа                                 | Əlincə dağı                             |

Муровдаг
Муровдаг — наиболее высокий горный хребет в системе Малого Кавказа. Длина около 70 км, высота 3724 м (гора Гямыш). Сложен преимущественно осадочно-вулканогенными толщами со скалистым гребнем.
Капыджик
Является высшей точкой Зангезурского хребта и находится на границе Нахичеванской Автономной Республики с Арменией.
Гямыш
Гора Гямыш является самой высокой вершиной горной системы Малого Кавказа[11] и расположена на Муровдагском хребте Нагорного Карабаха
Алинджа
Гора Алинджа находится в юго-восточной части Зангезурского хребта, на берегу реки Алинджа, которая протекает на территории Джульфы, Нахичеванской Автономной Республики[12].

### Ишыглы даг
Находится на территории Лачинского района Азербайджана. Состоит из Большой (3550,4м) и Малой (3450м) вершин. На карте генштаба 1975г J-38-9 Горис, Большой Ишыгдаг именуется Мец Ишханасар, а малый как Мал. Ишыхлы

## Талышские горы
| Список самых высоких Талышских гор | Список самых высоких Талышских гор | Список самых высоких Талышских гор |
| Высота (м)                         | Название                           | Оригинальное название              |
| ---------------------------------- | ---------------------------------- | ---------------------------------- |
| 2493                               | Кёмюркёй                           | Gömürgöy                           |
| 2433                               | Гызюрду                            | Qızyurdu                           |

Талышские горы расположены на юго-восточной окраине страны и составляют переходное звено от гор Малого Кавказа до Эльбурских гор. Они состоят из трех основных горных хребтов высотой 2477 метров: Талышский водораздельный хребет, Пештасарский и Буроварский хребты.
В административном плане на территории Азербайджана Талышские горы расположены в Астаринском, Ленкоранском, Лерикском, Масаллинском, Ярдымлинском и Джалилабадском районах Азербайджана, а также в Наминском, Астаринском, Фуманскском, Масальском, Колурском и Масулинском шахрестанах Ирана.

## Геязань
Геязань (азерб. Göyəzən) — одиночная скалистая гора вулканического происхождения, высотой 858 метров. Расположена на дне обширной плоскодонной кальдерной котловины в бассейне нижнего течения реки Джогас (левый приток реки Акстафы) в Казахском районе Азербайджана, в 15—16 км от районного центра города Казах.

## Галерея

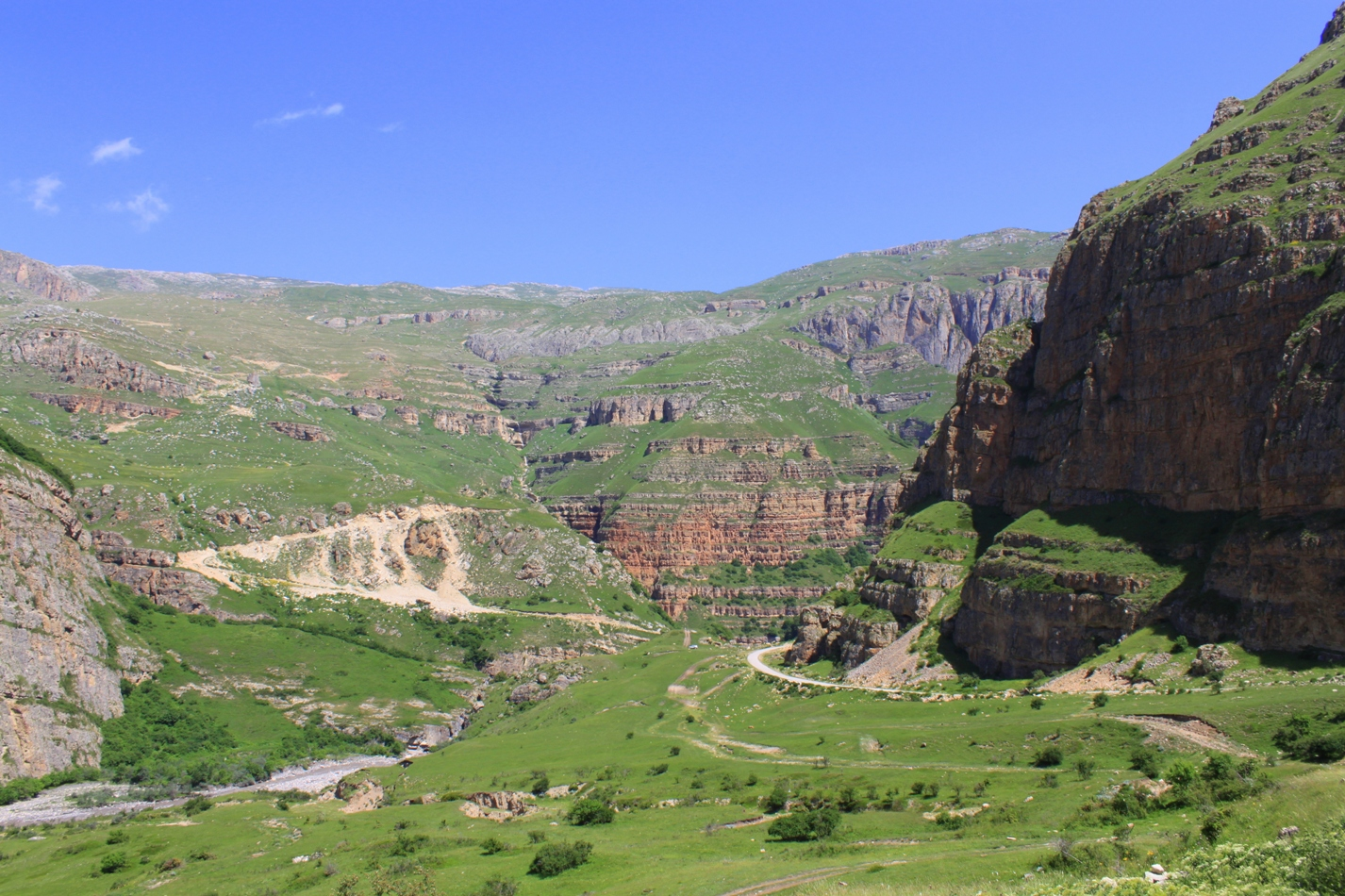
Горный рельеф в Губинском районе
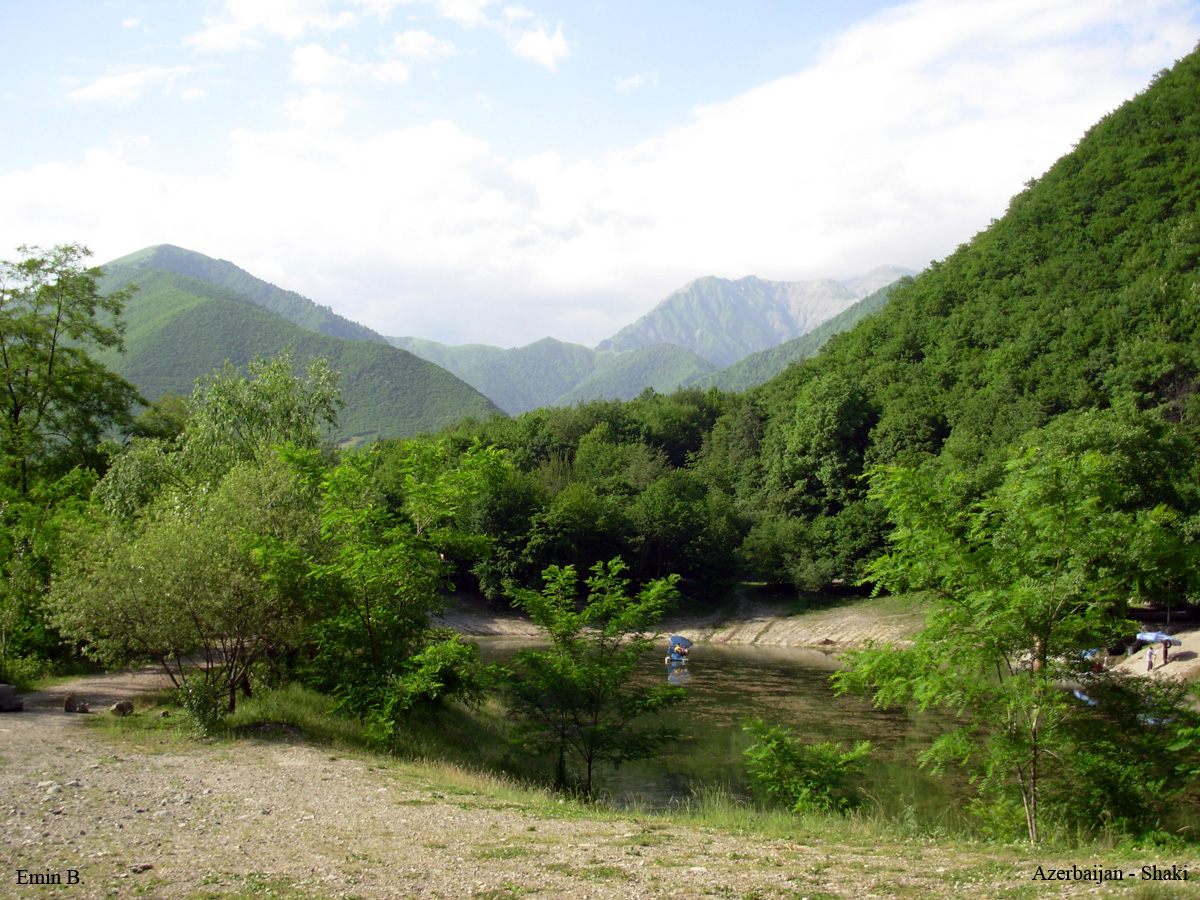
Горный пейзаж в Шеки
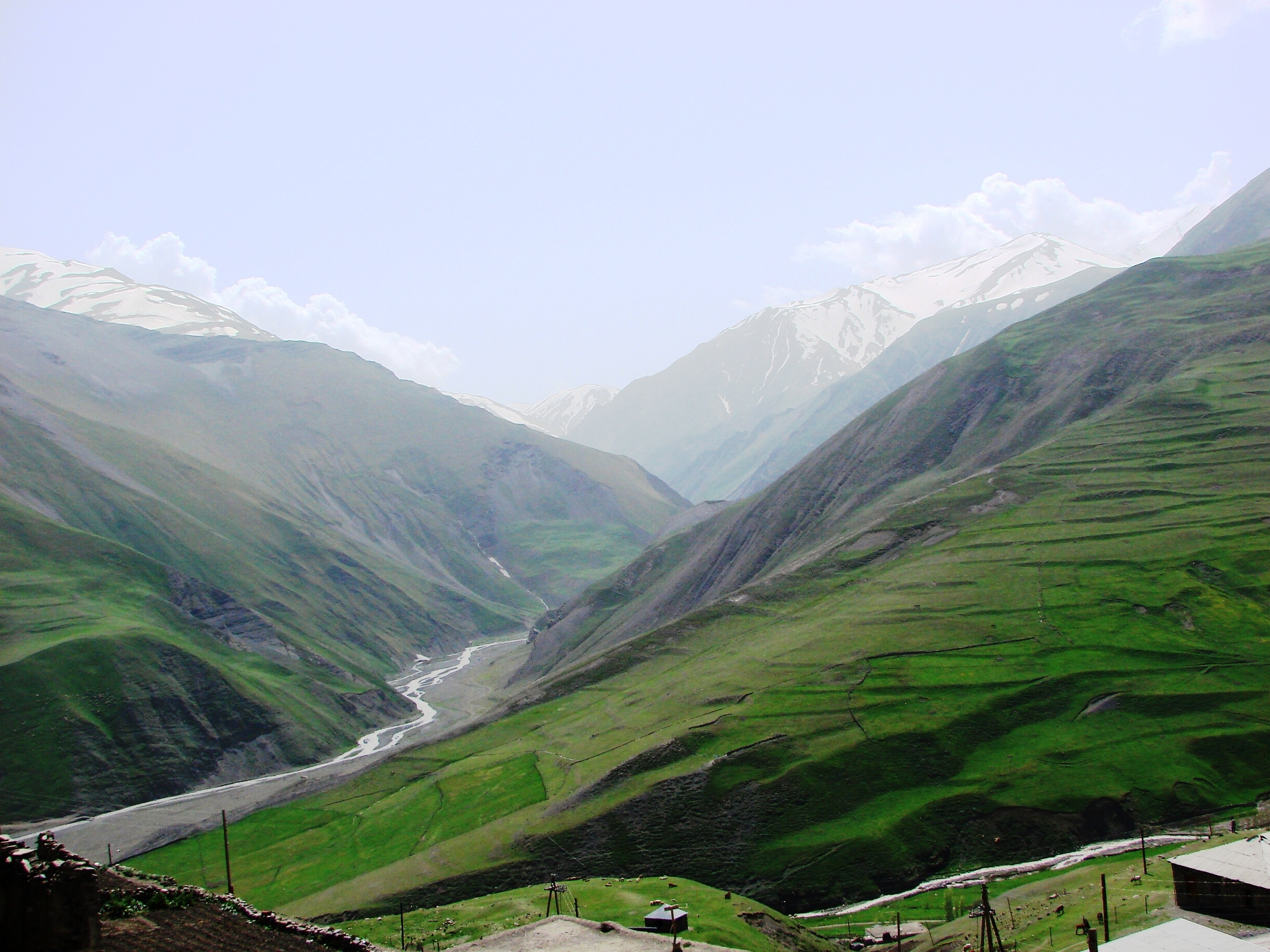
Высокогорная деревня Хыналыг
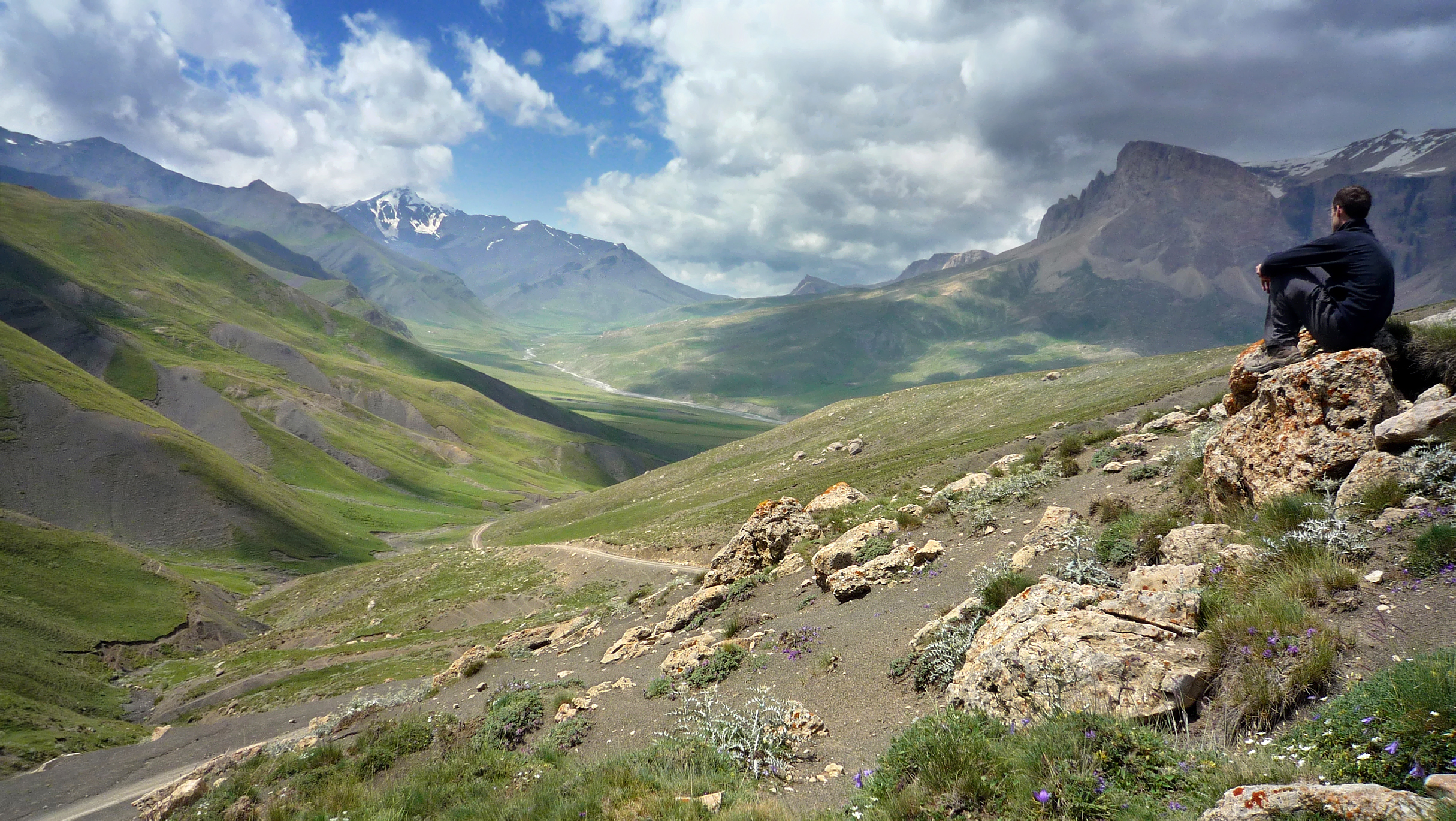
Вид на вершину Базардюзю
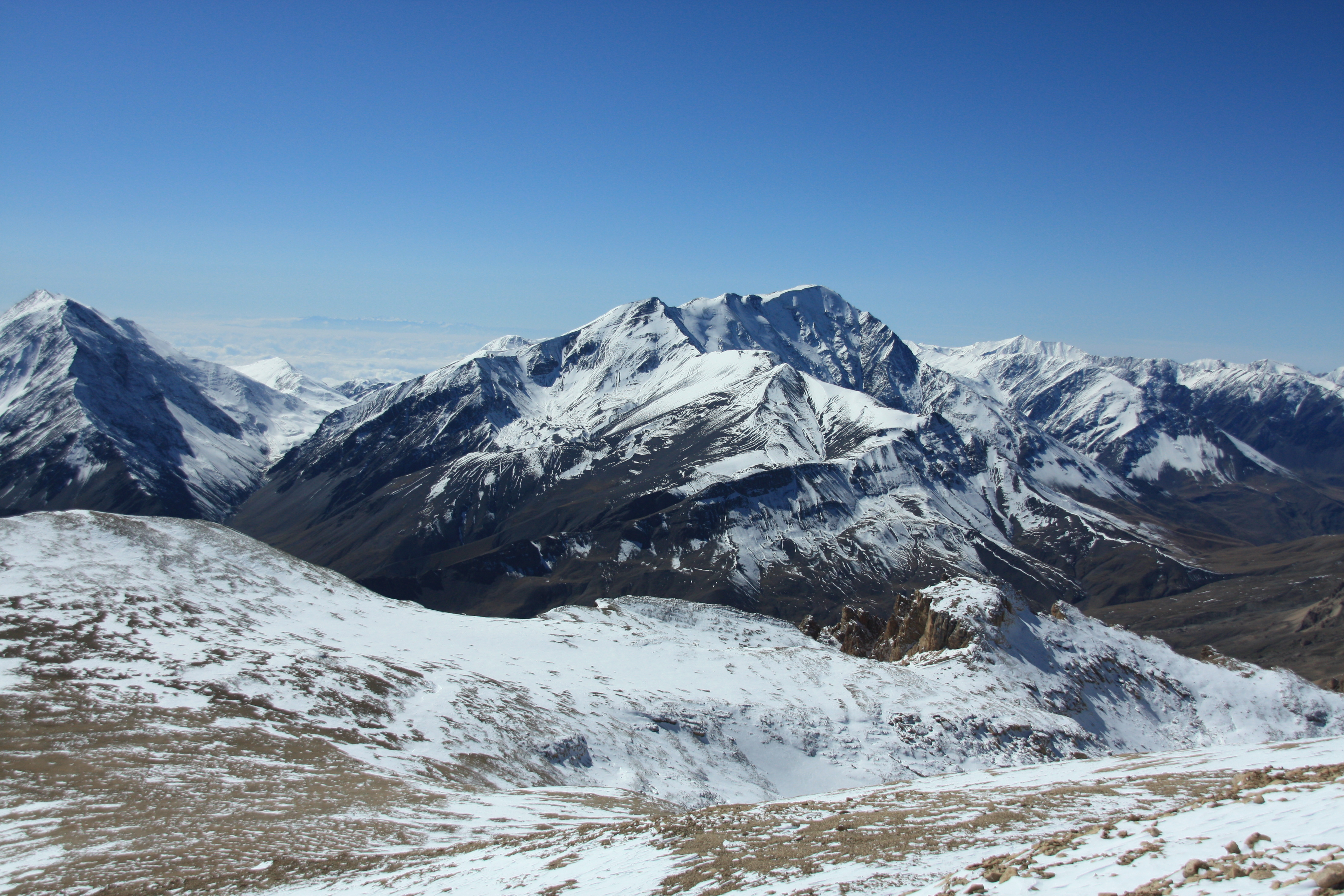
Базардюзю
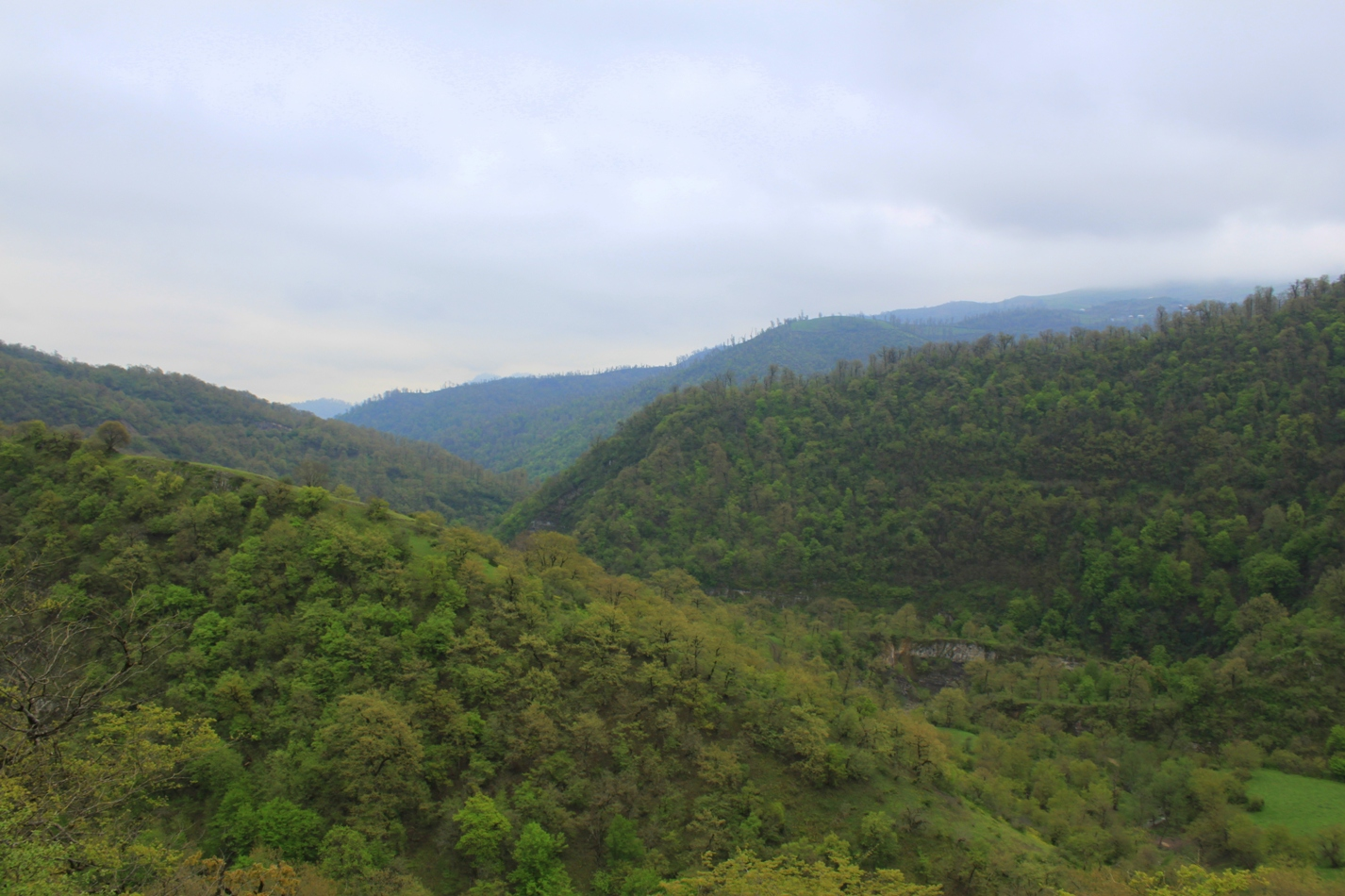
Талышские горы
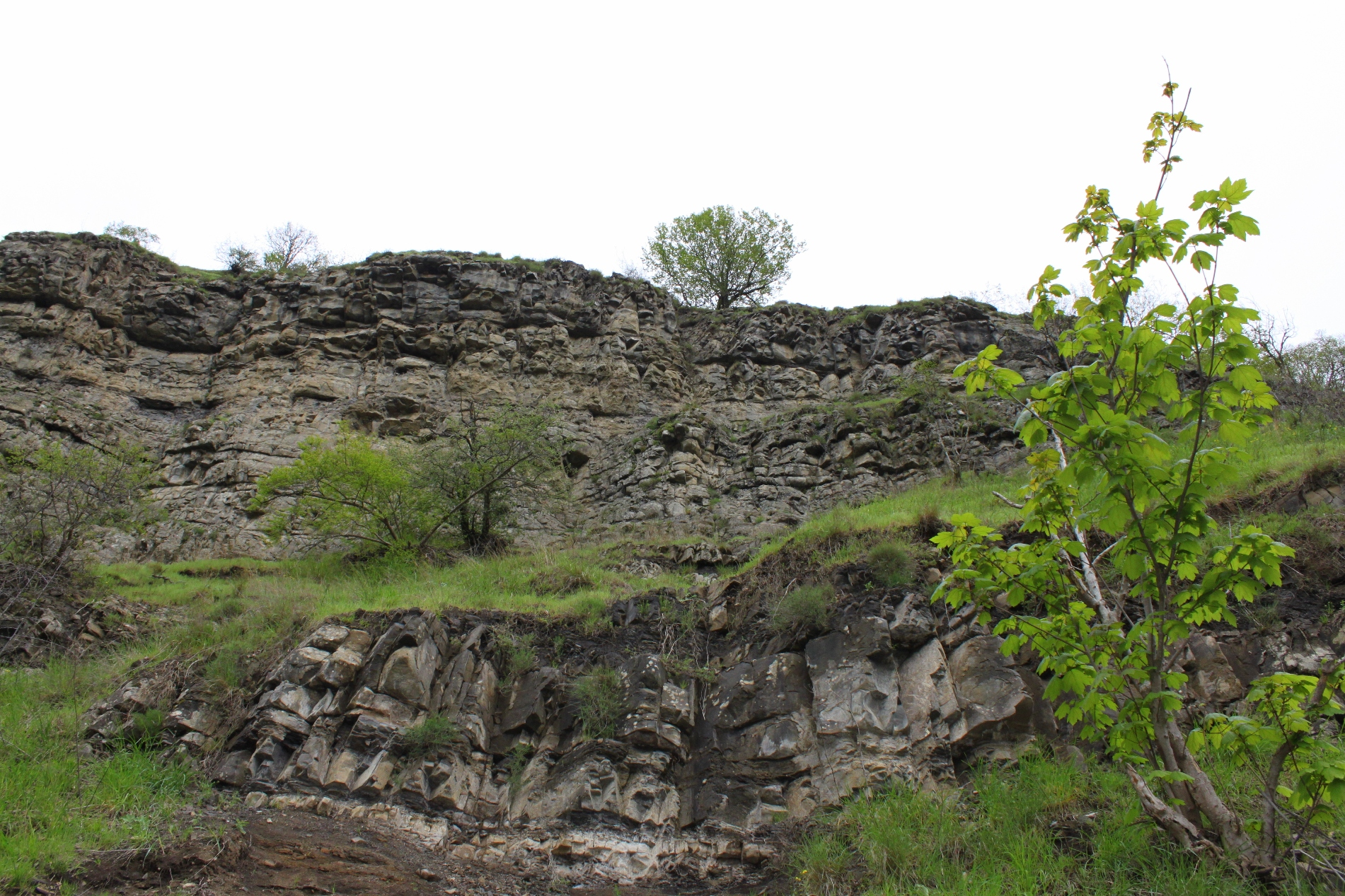
Талышские горы
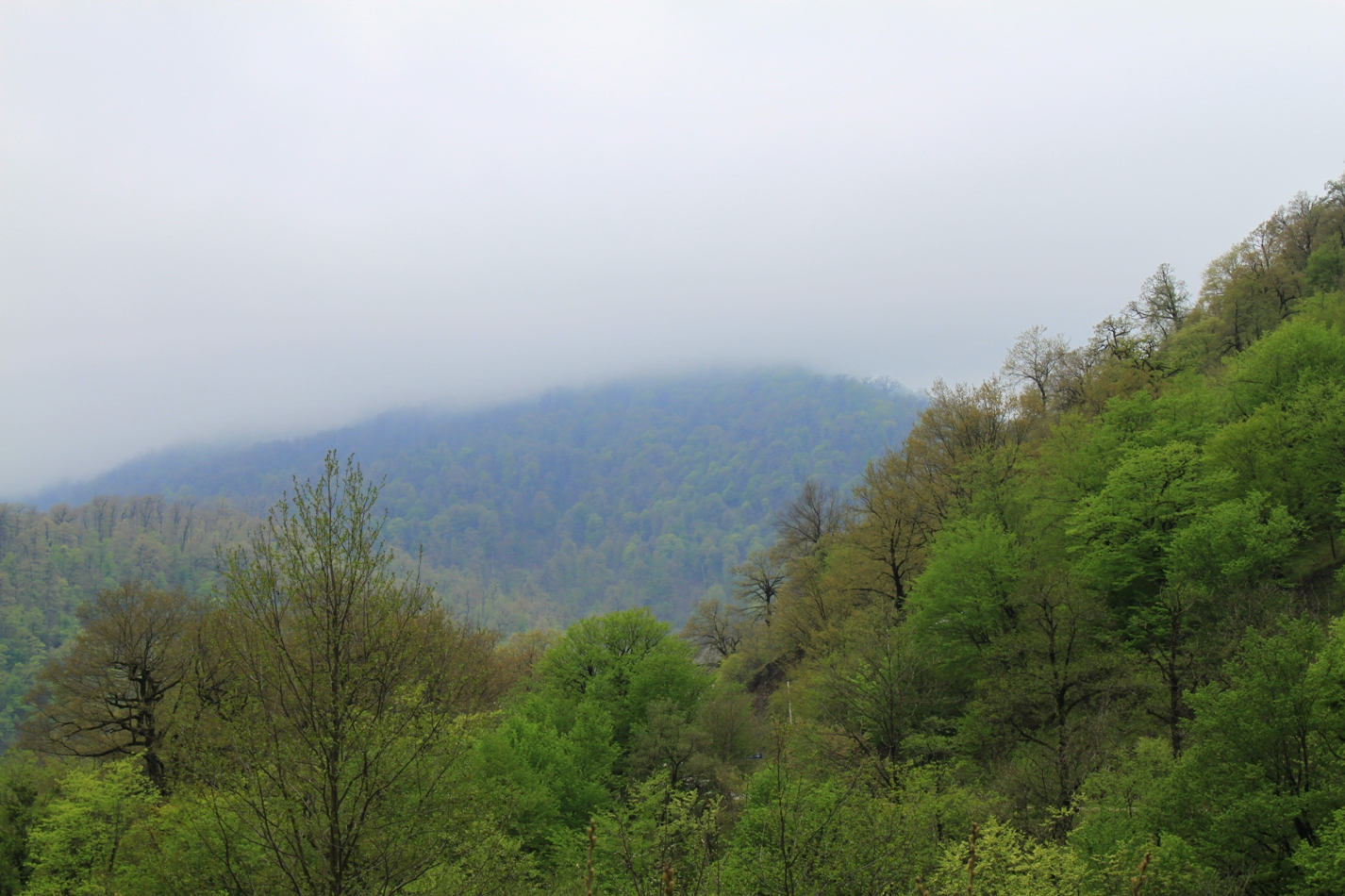
Талышские горы
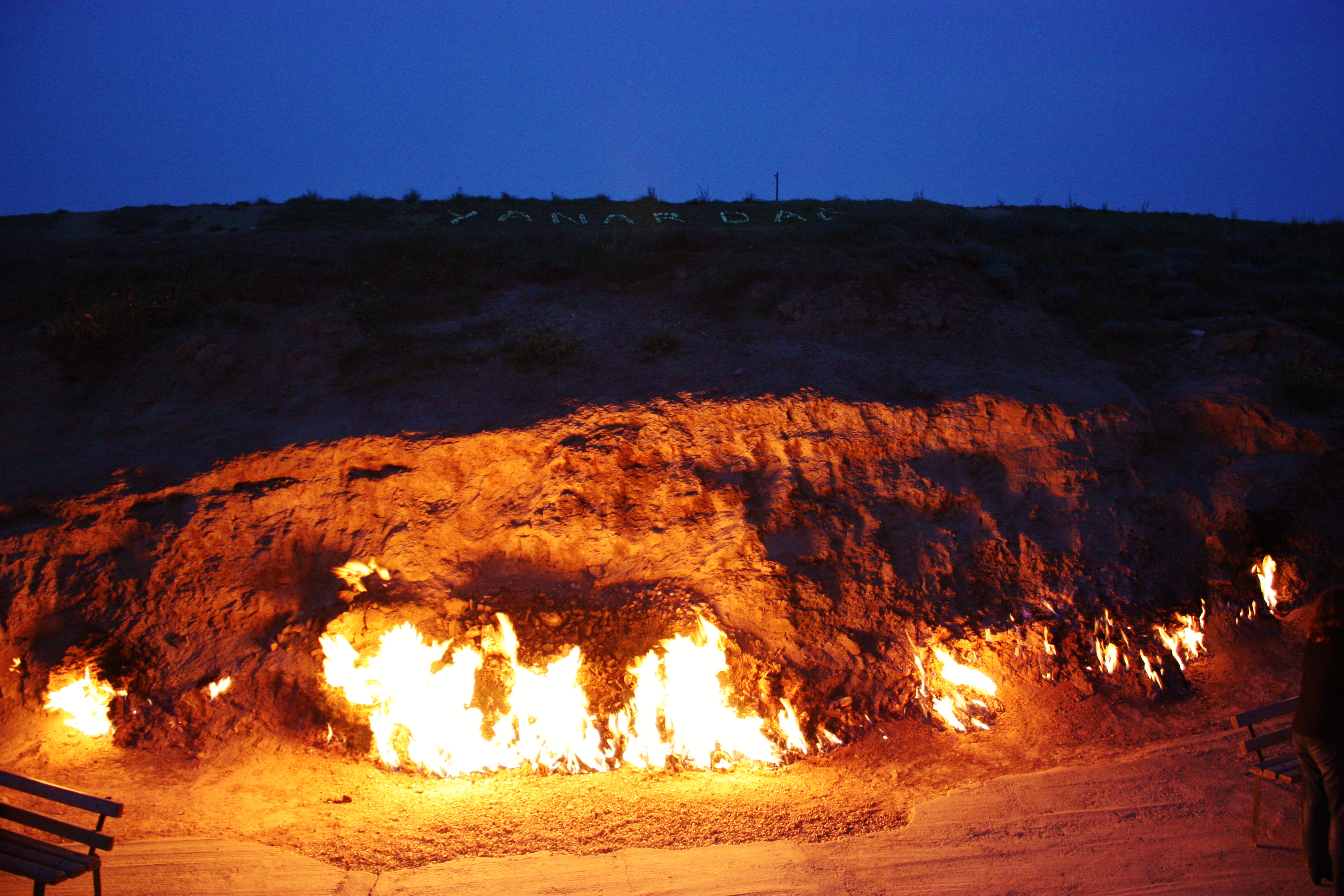
Горящая гора Янардаг
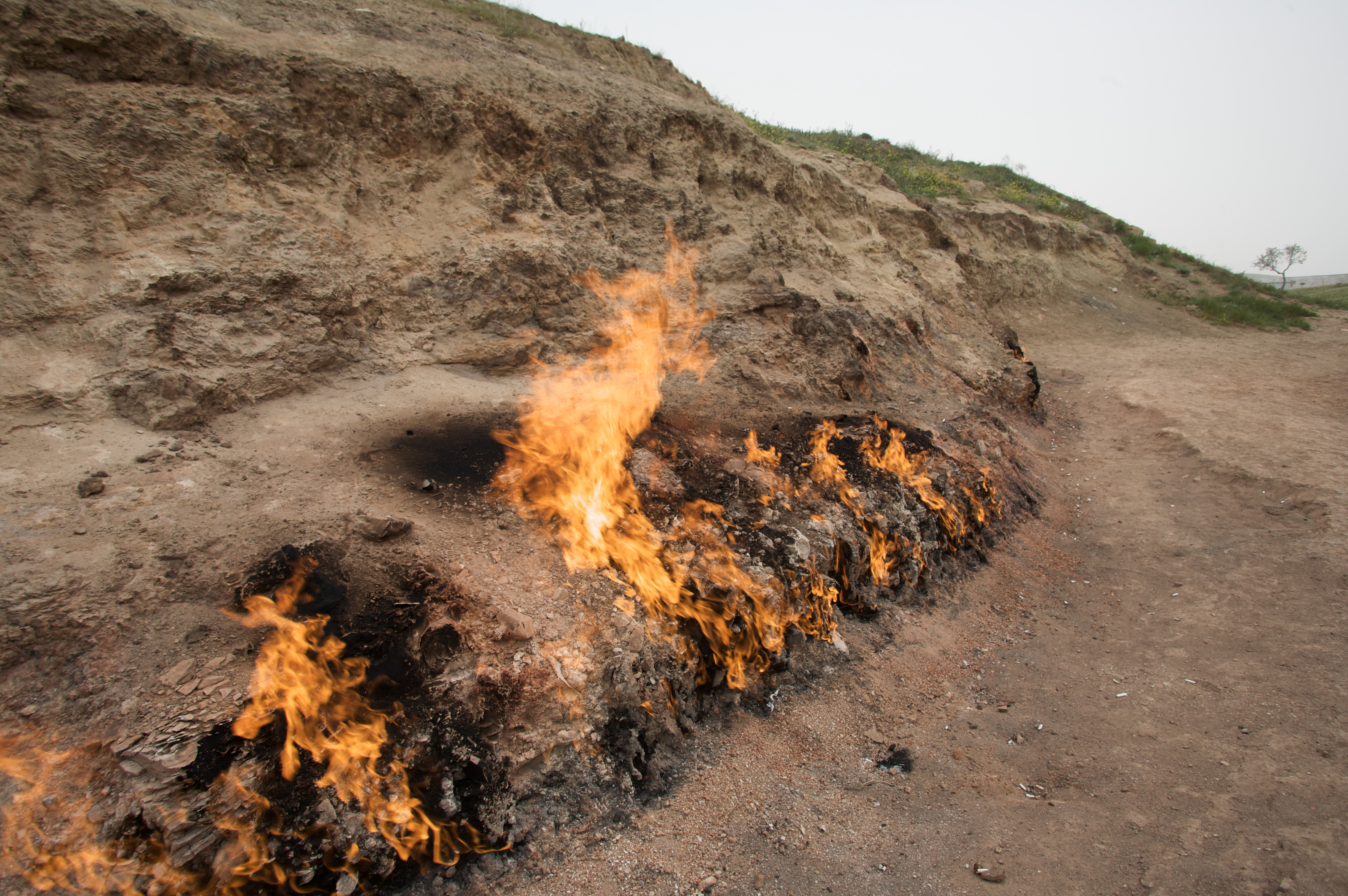
Янардаг

## См.также
- География Азербайджана